# Joachim Sadrozinski
Joachim Sadrozinski (9 de septiembre de 1907-29 de septiembre de 1944) fue un oficial del Ejército alemán que tomó parte en el complot del 20 de julio.
Sadrozinski nació en Tilsit, Prusia Oriental (actual Sovetsk, Kaliningrado, Rusia), y se unió al Reichswehr como oficial cadete en abril de 1926. Pasó a la Academia Militar Prusiana en Berlín en abril de 1939 y después luchó en la Segunda Guerra Mundial. Fue promovido a teniente coronel, se unió al estado mayor general, y en junio de 1944 fue herido. Se convirtió en jefe de grupo en el estado mayor del General Friedrich Fromm, Comandante en Jefe del Ejército de Reserva (Ersatzheer), y sirvió como adjunto de Claus Schenk Graf von Stauffenberg.
El 20 de julio de 1944 Sadrozinski fue responsable de la duplicación y transmisión de las órdenes de la Operación Valquiria en el Bendlerblock en Berlín. Fue arrestado por la Gestapo inmediatamente después del ataque a Hitler el 20 de julio de 1944 y el 21 de agosto de 1944 fue sentenciado a muerte por el Volksgerichtshof ("Tribunal del Pueblo"). El 29 de septiembre de 1944 Sadrozinski fue colgado en la prisión de Plötzensee, con Joachim Meichssner, Fritz von der Lancken, Wilhelm-Friedrich zu Lynar y Otto Herfurth.
Sadrozinski estaba casado con Elfriede Hempel, y tuvieron una hija y cuatro hijos varones.